# Un dio assente
Un dio assente. Monologo a due voci è un libro pubblicato nel 2006 per la cura di Antonio Attisani e Marco Dotti che riporta un colloquio a due tra Carmelo Bene e Umberto Artioli registrato tra la fine del 1988 e l'inizio del 1989. Il dialogo, ovvero il monologo a due voci, anche se con intento documentale, è alquanto informale e libero, abbracciando temi inerenti soprattutto al teatro (e all'arte in genere), e arrivando a toccare argomenti, in un modo o nell'altro ad esso correlati, attinenti soprattutto al campo della filosofia e della religione. Durante l'incalzante conversazione vengono fuori, inevitabilmente, i nomi e i lavori di personaggi come Pierre Klossowski, Gilles Deleuze, Michel Foucault, Sigmund Freud, Jacques Lacan, Franz Kafka, Emil Cioran ecc.
La trascrizione delle registrazioni di questa lunga conversazione, intavolata fra due personalità di una consistente levatura culturale e professionale, si svolge in piena fase della macchina attoriale, che vede Carmelo Bene coinvolto nell'allestimento della seconda edizione della Cena delle beffe di Sem Benelli. Nel discorso vengono fuori dei dettagli molto importanti riguardo a questo work in regress, come lo definisce C. B., in merito allo sviluppo del teatro beniano di questo periodo. Veniamo così a sapere, tra l'altro, delle novità importanti di questa sua seconda edizione della Cena delle beffe, considerata dal geniale artista come un suo...

## Struttura del libro
Oltre alla lunga registrazione della conversazione di Un dio assente, il libro comprende inoltre:
1. "Svestire il vuoto" (prefazione di Antonio Attisani)
2. "Il fascinans e il tremendum dell'inorganico" (breve articolo di Umberto Artioli)
3. "Conversazione intorno alla Cena delle beffe" (tra Umberto Artioli e Carmelo Bene) di cui esiste anche la versione audio registrata su CD[3].
4. "Lettera a Carmelo Bene" (scritta da Umberto Artioli)
5. "Una Biennale Teatro come metafora poetica del teatro" (articolo di Edoardo Fadini)
6. Bene e Klossowski. Forme di dialogo (articolo di Giuseppe Zuccarino)
7. "Un dialogo in azione" (postfazione di Carlo Sini)